# Страшимир Гемовић
Страшимир Гемовић (Београд, 1861 - Београд, 1947), први штампар, новински издавач и печаторезац у Јагодини.

## Рођење и школовање
Рођен је 18. јануара 1861. године у Београду, где је завршио основну школу и графички занат у Државној штампарији. Као млади графичар радио је у Пешти, Бечу, Варшави, Петрограду и Кијеву. Са стеченим богатим десетогодишњим искуством вратио се у Србију 1890. године и са ортаком отворио штампарију и књижару у Лесковцу. Из Лесковца се, две године касније, доселио у Јагодину, где се оженио Роксандом, са којом је имао троје деце. Супруга и двоје деце умиру веома рано, а остаје само син Ђорђе.

## Долазак у Јагодину
Прву штампарију под називом Штампарија Страшимира Гемовића Јагодина отворио је 1. октобра 1892. године. Радио је све штампарске послове: протоколе, рачуне, тапије, признанице, јеловнике, свадбене позивнице, визит карте, коверте, печате и др.
Штампањем листа Дан, са поднасловом Лист политички, економски и културни у власништву Јагодинских радикала, остварује запажену новинску делатност. Лист је, од 3.децембра 1892. године до 2. марта 1893. године, излазио два пута недељно под уредништвом Михајла Милојевића. Штампано је укупно 19 бројева. Гемовић је све послове, од штампања, преко прелома, литографије, дистрибуције листа, обављао уз помоћ само једног радника.
Поред ове делатности Гемовић се бавио и фотографијом. Његове фотографије имају историјску вредност јер су снимани важни објекти тадашње Јагодине.
Промене политичких прилика утицале су на смањење обима посла, те након извесног времена Гемовић отвара нову форму – Књижару и штампарију Страшимира Гемовића.
И овај посао је кратког века, те 1. новембра 1893. године Страшимир преузима штампарију Окружног службеног листа Развитак. Лист је убрзо укинут, па се враћа раду књижаре и штампарије.

## Одлазак из Јагодине
Крајем 1905. године, Гемовићеву штампарију откупљује Адам Глигоријевић. Страшимир се потом сели за Београд а 1908. године прелази да живи и ради у Крагујевцу све до 1929. године.
Умро је 24. септембра 1947. године.
Страшимир Гемовић је остао упамћен као први штампар, новински издавач и печаторезац у Јагодини.